# Megaclite (måne)
Megaclite er en af planeten Jupiters måner: Den blev opdaget 25. november 2000 af Scott S. Sheppard, David C. Jewitt, Yanga R. Fernández og Eugene A. Magnier. Lige efter opdagelsen fik den den midlertidige betegnelse S/2000 J 8, og efter det nummereringssystem som Galileo Galilei brugte på de galileiske måner hedder denne måne Jupiter XIX. Senere har den Internationale Astronomiske Union formelt besluttet at opkalde månen efter Megaclite, som ifølge den græske mytologi var en af Zeus' elskere.
Megaclite tilhører den såkaldte Pasiphae-gruppe, som i alt omfatter 13 Jupiter-måner, som alle har omtrent samme omløbsbane som månen Pasiphae. Megaclite er cirka 5,4 kilometer i diameter, og ud fra skøn over dens størrelse og masse anslås dens massefylde til omkring 2600 kilogram pr. kubikmeter: Dette tyder på at den primært består af klippemateriale, og i mindre omfang af is. Overfladen er temmelig mørk, og tilbagekaster kun 4 procent af det lys der falder på den.